# مرکز گذری
مرکز گذری کاهش آسیب، که به آن دی‌آی‌سی (به انگلیسی: DIC، مخفف drop-in center) نیز گفته می‌شود، مرکزی است که به طور موقت و برای کاهش آسیب‌های اجتماعی در گروه‌های در معرض خطر نظیر معتادان، افراد بی‌خانمان، زنان بی‌سرپرست، اقلیت‌های جنسی و نظایر آن ایجاد می‌شود. فعالیت‌های مراکز گذری شامل آموزش، ارائه تجهیزات و وسایل مختلف (نظیر وسایل پیشگیری از بارداری، پوشاک، یا سرنگ تمیز برای معتادان) و نظایر آن است و غالباً این خدمات به صورت رایگان ارائه می‌شود.
مهم‌ترین تفاوت مراکز گذری با پناهگاه افراد بی‌خانمان در آن است که پناهگاه‌ها محلی برای اقامت موقت افراد نیز ارائه می‌کنند و در تمام ساعات شبانه‌روز فعال هستند، اما مراکز گذری محلی برای خوابیدن افراد ارائه نمی‌کنند و ساعت کاری مراکز گذری معمولاً محدود به ساعت‌های روز است.